# Charlotte Grant
Charlotte Layne Grant  (* 20. September 2001 in Adelaide) ist eine australische Fußballspielerin, die von 2018 bis 2021 in der W-League für Adelaide United spielte und seit 2021 für die Nationalmannschaft spielt. Seit April 2021 spielte sie in der Damallsvenskan, zunächst für den FC Rosengård  und seit August 2022 zunächst auf Leihbasis und ab Januar 2023 „permanent“ für Vittsjö GIK. Seit Januar 2024 spielt sie für Tottenham Hotspur.

## Karriere

### Verein
Grant gewann mit 17 Jahren den „Female Rising Star and Player of the Year award“ für ihre Leistungen im „Football Federation South Australia's National Training Centre Girls team“ und wurde daraufhin im Oktober 2018 von Adelaide United verpflichtet. Im November 2018 wurde sie erstmals in der A-League Women eingesetzt.
Im April 2021 wechselte sie nach Schweden zum FC Rosengård. Mit Rosengård gewann sie die schwedische Meisterschaft 2021. Im August 2022 verlängerte sie ihren Vertrag bis 2024, wurde aber zunächst für den Rest der Saison an den Ligakonkurrenten Vittsjö GIK ausgeliehen, wo auch schon ihre Mitspielerin in der Nationalmannschaft Clare Polkinghorne spielt. Sie blieb dann aber auch für die Saison 2023 bei Vittsjö GIK.
Im Januar 2024 wechselte sie nach England zu Tottenham Hotspur.

### Nationalmannschaft
Im April 2019 qualifizierte sie sich mit der U-20-Mannschaft bei einem Turnier in Myanmar für die U-20-Fußball-Asienmeisterschaft der Frauen. Bei dieser kam sie Ende Oktober/Anfang November 2019 in Thailand auch zum Einsatz, wo sie den vierten Platz belegten, im Halbfinale und Spiel um Platz 3 gegen Japan bzw. Südkorea aber hohe Niederlagen kassierten (0:7 bzw. 1:9).
Im Juli 2021 wurde sie als Reservespielerin für die wegen der COVID-19-Pandemie um ein Jahr verschobenen Olympischen Spiele 2020 nominiert. Wegen der Pandemie konnten aber auch die Reservespielerinnen eingesetzt werden. Sie war die einzige Spielerin ohne Länderspiel im Kader, kam allerdings nicht zum Einsatz.
Im September 2021 wurde sie bei einem Freundschaftsspiel gegen Irland dann erstmals in der A-Nationalmannschaft eingesetzt. Auch bei zwei weiteren Freundschaftsspielen Ende 2021 hatte sie Kurzeinsätze und wurde dann auch für die Asienmeisterschaft im Januar 2022 nominiert. Sie kam aber nur im dritten Gruppenspiel gegen Thailand zum Einsatz. Die Meisterschaft diente für die anderen asiatischen Mannschaft auch als Qualifikation für die WM 2023, für die die Australierinnen als Co-Gastgaber automatisch qualifiziert sind. Die Asienmeisterschaft endete für die Matildas im Viertelfinale mit einer 0:1-Niederlage gegen Südkorea. In der Folge wurde sie regelmäßig bei Freundschaftsspielen eingesetzt.
Am 11. April 2023 erzielte sie im Freundschaftsspiel gegen Europameister England ihr erstes Länderspieltor zum 2:0-Endstand.
Am 3. Juli 2023 wurde sie für die WM-Endrunde in ihrer Heimat nominiert. Sie wurde lediglich beim 4:0-Sieg gegen Kanada in der sechsten Minute der Nachspielzeit zu einem Kurzeinsatz eingewechselt und wurde mit ihrer Mannschaft nach einer 0:2-Niederlage gegen die Schwedinnen im Spiel um Platz 3 Vierte.

## Erfolge
- 2021: Schwedische Meisterschaft
- 2022: Schwedische Pokalsiegerin
- 2023: Cup-of-Nations-Siegerin